# Birmingham Moor Street
Birmingham Moor Street – stacja kolejowa w Birmingham, w Anglii. Stacja posiada 4 perony.